# Schweinfurtergrönt

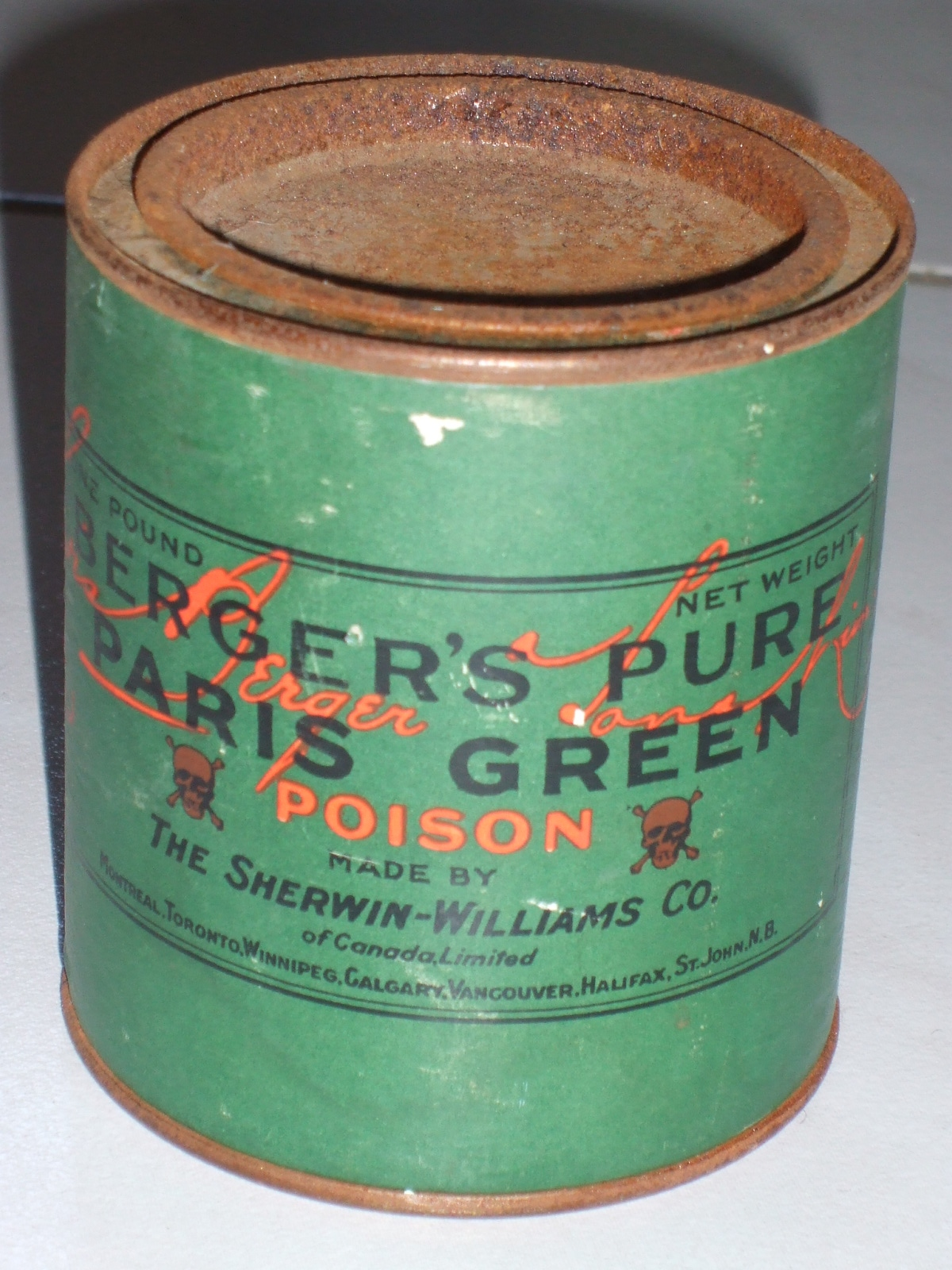
Paris green är ett av de engelska namnen för Schweinfurtergrönt

Schweinfurtergrönt eller Schweinfurtgrönt, Pigment Green 21 (C.I. 77410), även kallat Parisgrönt eller parisergrönt, är ett koppararsenikpigment som utgörs av ett dubbelsalt av arseniksyrlighetens och ättiksyrans kopparsalter (koppararsenit och kopparacetat), med eller utan tillsats av fyllnadsämnen. Formeln är Cu(CH3COO)2 · 3 Cu(AsO2)2. Andra svenska namn är Kasselgrönt, kejsargrönt, kungsgrönt, mineralgrönt och patentgrönt.
Schweinfurtergrönt har fått sitt namn efter den tyska staden Schweinfurt, där det främst tillverkades. Det började användas som färg på diverse manufakturvaror under 1800-talets första hälft och blev mycket populärt tack vare sin starka gröna färg. Färgen, som innehåller omkring 58 procent arseniksyrlighet, är dock mycket giftig och förbjöds inom byggnadsmåleriet i slutet av 1800-talet. Den har även haft viss betydelse som medel för att utrota skadliga organismer på träd och buskar, som har besprutats med lösningar av färgen.
Ett av dess engelska namn är emerald green. Det som på svenska heter smaragdgrönt är dock ett helt annat pigment.

Strukturformel för schweinfurtergrönt